# Crossover thrash
Crossover thrash ofte kaldet crossover og i nogen tilfælde kaldt punk metal var et udtryk der opstod i 1980'erne som beskrev de første bands der blandede hardcore punk og thrash metal sammen. 

Mange mener at bandet Suicidal Tendencies var en af de første bands der blandede hardcore punk og thrash metal sammen på deres debut album i 1993. Albummet menes at have hvisket skillelinjen ud mellem de to genre. Bandet Void er også kendt som pionere indenfor crossover thrash.
I den tidlige fase havde crossover et nært slægtskab til skatepunk men som tiden gik ændrede genren sig og blev gradvist mere metal-orinteret og i 1990'erne begyndte bandsene i punk metalgenren at bevæge sig længere ind på alternativ metal. 
| Musik | Spire Denne musikartikel er en spire som bør udbygges. Du er velkommen til at hjælpe Wikipedia ved at udvide den. |